# Campagna dell'Africa Orientale Tedesca
La campagna dell'Africa Orientale è l'insieme di operazioni militari che ebbero luogo in Africa Orientale Tedesca durante la prima guerra mondiale.
Gli alleati tentarono di conquistare la colonia, ma furono sistematicamente respinti da forze tedesche inferiori di numero ma ben comandate dal colonnello (poi maggior generale) Paul Emil von Lettow-Vorbeck.
I tedeschi si arresero formalmente solo il 23 novembre 1918, un paio di settimane dopo la fine dei combattimenti in Europa.

## Storia
Allo scoppio della prima guerra mondiale in Europa l'Impero tedesco dominava sull'area denominata Africa Orientale Tedesca, i cui territori corrispondevano all'attuale Tanzania escluso l'arcipelago di Zanzibar.
La remota provincia coloniale dell'impero tedesco era circondata da possedimenti britannici, belgi e portoghesi:
- a Sud, il Mozambico portoghese
- a Sud - Ovest la Rhodesia Meridionale (oggi Zimbabwe)
- a Nord - Est l'Africa Orientale Britannica
- a Ovest il Congo belga (oggi Repubblica Democratica del Congo).

La posizione remota e isolata della colonia aveva favorito la costituzione di forti nella zona tedesca rispetto ai confinanti domini britannici e belgi.

### Le truppe di terra
I tedeschi nella loro colonia avevano una guarnigione composta da 4000 europei e da almeno 10 000 nativi.
La denominazione dell'armata nell'organizzazione imperiale era Schutztruppe fur Deutsch-Ostafrika.
Le forze, tutte bene addestrate e inquadrate, erano organizzate in 14 compagnie e vari battaglioni, le popolazioni locali non avevano grado superiore a quello di sottufficiale, tranne qualche eccezione nei pochi reparti autonomi di Askari.
Le forze di terra erano agli ordini del colonnello Paul Emil von Lettow-Vorbeck.
L'armamento individuale era basato su fucili Mauser 1898 in calibro 7,92 mm, le truppe indigene avevano il vecchio Mauser 1871, monocolpo in calibro 11 mm.
Vi erano le mitragliatrici Maxim modello 08 calibro 7,92 mm mentre l'artiglieria disponeva di cannoni da 75/17 mod. 08 e qualche pezzo leggero da 37 mm.

### Le truppe di mare
La Marina della colonia dal 1913 poteva disporre, oltre ad una serie di vecchie unità leggere, dell'incrociatore Königsberg, varato nel 1905, che era a quei tempi tra i più moderni della categoria con 3 814 tonnellate di stazza e con una velocità di navigazione oltre i 23 nodi.
Il suo armamento era costituito da 10 pezzi da 105/40 mm, 8 pezzi da 50 mm e 2 tubi lanciasiluri.
L'incrociatore era basato a Dar es Salaam, capitale amministrativa dell'AOT, nonché importante porto commerciale, questo comandato dal capitano di vascello Max Looff.
Significativa la presenza di vedette fluviali tedesche sulle acque dei laghi interni, in particolare sul lago Tanganica, che per larga parte segnava il confine con il Congo belga.

### Le comunicazioni
Nella colonia le comunicazioni erano garantite con un sistema telegrafico che arrivava sino in Germania, vi erano stazioni radio e radiotelegrafiche, la più potente delle quali situata a Dar es Salaam.
Le maggiori località e guarnigioni disponevano talvolta di collegamenti telefonici, ma il grosso dei sistemi di comunicazione era ancora basato su eliografi e bandiere di segnalazione.

### Lo scoppio della guerra
Il 4 agosto 1914 arrivò la comunicazione telegrafica della dichiarazione di guerra da parte della Gran Bretagna, la stessa comunicazione rendeva noto che truppe germaniche erano entrate in Belgio: di lì a poco ogni comunicazione telegrafica con la madrepatria cessò in quanto le linee telegrafiche passavano per le colonie inglesi.
Di fatto la colonia restò isolata perché gran parte delle sue frontiere erano circondate da nazioni in guerra, solo il Mozambico rimaneva neutrale ma solo fino al 1916, quando anche il Portogallo entrò in guerra a fianco di Francia e Regno Unito.
In quasi tutte le battaglie, comunque, il colonnello Paul Emil von Lettow-Vorbeck vinse con forze minori e peggio equipaggiate ma comunque grazie ad un'abile tattica riuscì sempre a tenere testa al nemico.
L'Africa Orientale Tedesca fu l'ultima colonia tedesca ad arrendersi, in seguito all'armistizio di Compiègne, le ultime ostilità cessarono il 14 novembre 1918.

### IlKönigsberg

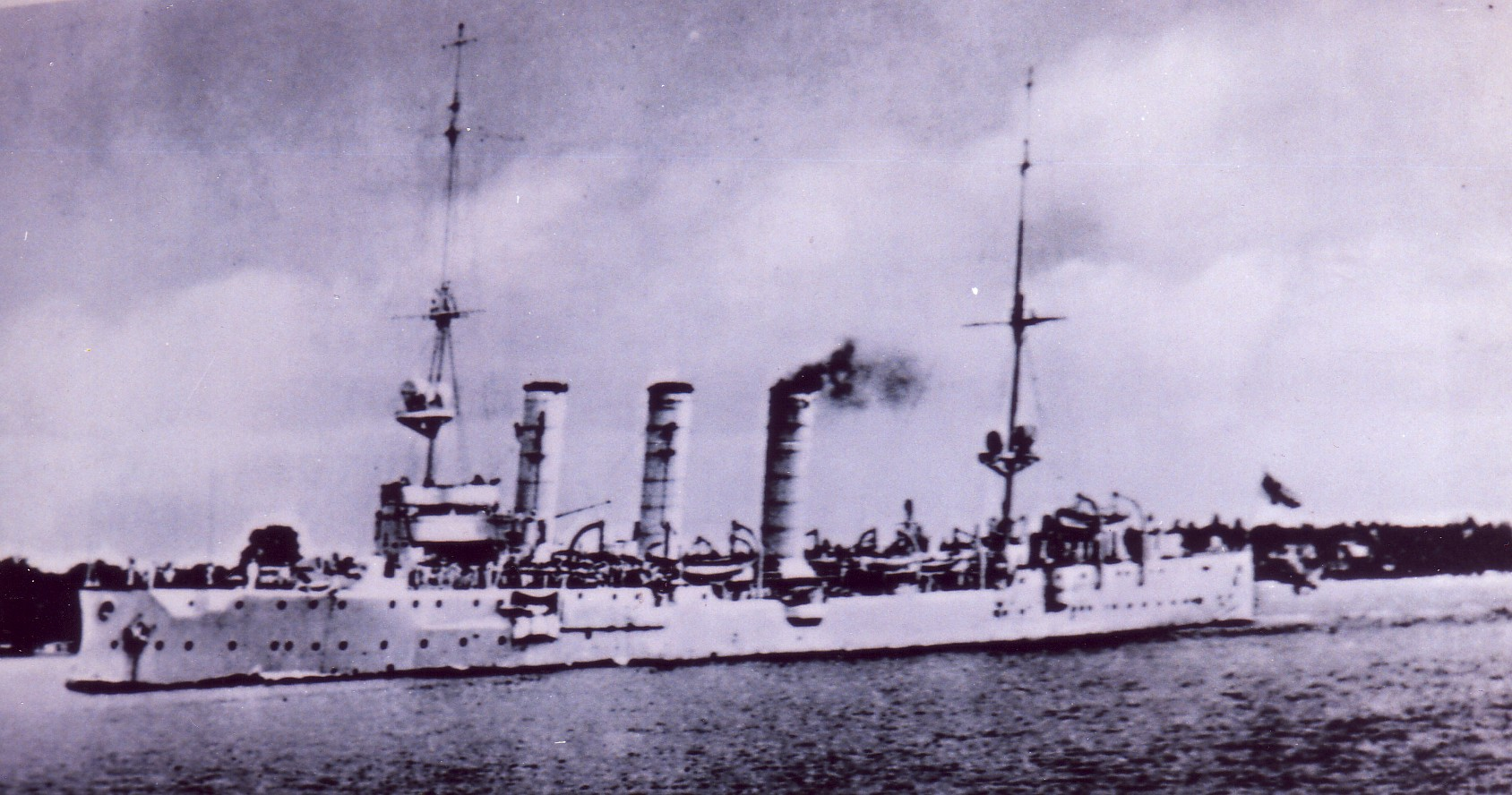
L'incrociatore tedesco Königsberg

L'incrociatore tedesco Königsberg, dislocato nell'Africa Orientale Tedesca, il 6 agosto 1914, incontrò sulla sua rotta il City of Winchester, nave della marina mercantile britannica che, carica di tè indiano, stava navigando nel Golfo di Aden diretta a Suez e quindi a Londra.
Il City of Winchester fu abbordato e catturato diventando il primo mercantile britannico perso durante il primo conflitto mondiale.
In seguito l'incrociatore fu individuato e bloccato nel delta del fiume Rufiji. Fu affondato da unità navali britanniche l'11 luglio 1915, al termine di una dura battaglia.